# 米德爾伯里 (康乃狄克州)
米德爾伯里（英語：Middlebury）是一個位於美國康乃狄克州新哈芬縣的城鎮。

## 地理
米德爾伯里的座標為41°31′39″N 73°07′24″W / 41.52750°N 73.12333°W，而該地的平均海拔高度為217米（即712英尺）。

## 人口
根據2010年美國人口普查的數據，米德爾伯里的面積為47.80平方千米，當中陸地面積為46.00平方千米，而水域面積為1.80平方千米。當地共有人口7575人，而人口密度為每平方千米158.47人。